# 王亮 (1958年)
王亮（1958年10月—），河北省承德县人，中华人民共和国政治人物。1985年3月加入中国共产党，1976年2月参加工作，中共中央党校函授学院经济专业毕业，中央党校在职大学学历。

## 生平
早年在承德县常裕沟大队任民办教师，后就读于承德市师范学校、承德师范专科学校，毕业后历任共青团河北省承德市双桥区委书记，共青团承德市委副书记、书记，中共兴隆县委副书记，中共丰宁满族自治县县委书记（其间曾在四川大学信息与档案管理系历史文献学专业研究生班学习）。
2001年7月，任中共张家口市委常委、宣传部部长，2008年6月改任市委组织部部长（其间曾在国家行政学院司级公务员培训班学习）。
2008年5月，任中共河北省委组织部副部长；2013年2月，兼任省机构编制委员会办公室主任。
2013年2月，任中共石家庄市委副书记、市人民政府党组书记、代理市长；同年4月，正式当选为市长。
2015年7月，再度出任中共河北省委组织部副部长，同时出任河北省人力资源和社会保障厅厅长，不再担任石家庄市市长职务。2018年，到龄退休。